# Kościół św. Marii Magdaleny w Łężycach
Kościół św. Marii Magdaleny w Łężycach – zabytkowy kościół we wsi Łężyce (województwo dolnośląskie).
Kościół pomocniczy parafii Świętych Apostołów Piotra i Pawła w Dusznikach-Zdroju z połowy XVIII w.